# 津芝帝國
津芝帝國（阿拉伯語：امپراتوری زنج）是一个政治术语，指19世紀阿曼蘇丹國在東非斯瓦希里海岸（津芝）及其周边建立的势力范围（包括桑给巴尔苏丹国）。
津芝帝國专注于與當地的斯瓦希里人進行奴隸贸易。津芝帝國最強盛時，勢力到達扎伊爾。当英國试图取締津芝帝國从事的奴隸貿易时，津芝帝國瓦解，于1896年被并入东非保护国。